# Акривија
Акривија (грч. ακριβεια — тачност) је строго примењивање црквених канона у случајевима где доктрина и традиција Цркве треба да буду безусловно поштоване. Још у првим вековима појавиле су се ситуације у којима је црквена власт била принуђена да примени догматску строгост и искључи чланове пале у јерес (анатемисање, екскомуникација или искључење). У црквеној пракси акривија се односи на валидност и примену канона као дела сталне традиције. У току историје ова преувеличана канонска строгост - која је у појединачним случајевима могла да доведе у опасност само спасење, или, пак, мисионарско отварање и пастирску гостољубивост Цркве - прешла је у икономију. Акривија и икономија јесу два начелна модалитета којима Црква располаже у вршењу своје канонске власти. У екуменском дијалогу акривија и икономија наводе се као два могућна става према валидности тајни, нарочито хиротоније, ван канонских граница Цркве.
Седми канон Другог Васељенског Сабора (Цариград, 381.), у целини преузет у 95. канону Шестог Васељенског Сабора (Цариград, 680-681), помиње две категорије јеретика и шизматика, према којима Црква различито поступа приликом примања у Православље: једни су примани као валидно крштени, писменим одрицањем (libelli) од њихове јереси и вршењем тајне миропомазања (аријанци, македонијевци, саватијевци, новатовци, тетрадити, аполинаријевци, евтихијевци, диоскоровци, северијанци); други су примани као некрштени, с тим да потом буду катихизирани, да се изврше над њима егзорцизми и на крају да буду „просвећени“ (евномијевци, монтанисти, савелијевци, манихејци, валентовци, маркионити). Критеријум овакве анализе био је регулисан апостолском вером или Православљем, од којег нема одступања.